# Maroo企劃
Maroo娱乐（韓語：마루기획 주식회사）是韓國的經紀公司，成立於2010年。當前藝人包括TEEN TEEN、GHOST9等。

## 历史
2007年，由Mnet Media推出的六人男子组合Supernova转籍到旗下。
2012年，與前SeeYa成员金延智签订合约。
2014年，旗下四人女子组合1PS出道，并于2015年解散该女子组合。
2015年，与前LPG组合成员韩英和演员河锡辰签订合约。8月，推出六人女子组合myB。10月，与歌手金钟国签订合约。
2016年12月，同时宣布解散女子组合myB和其中两名成员MONHEE和HAYOON将编入新组合BONUSbaby中计划于隔年出道。与前THE ARK成员Euna Kim签订合约，并计划于Solo歌手出道。
2017年1月，六人女子组合BONUSbaby出道。6月，與旗下藝人朴志訓簽署專署合約。
2018年5月，THE ARK前成員Euna Kim和全珉柱以組合KHAN發行首張數位單曲《I'm Your Girl?》出道。
2019年1月，旗下藝人朴志訓結束限定團體Wanna One為期一年半的活動回到所屬社當日即開通了官咖，並接著進行了官方粉絲俱樂部一期會員招募與上架官方個人網站。
2019年3月26日，旗下藝人朴志訓SOLO出道。
2019年9月，參與PRODUCE X 101的練習生李優珍、李太勝、李津宇以特別企劃組合TEEN TEEN出道。
2022年6月23日，IHQ收購公司47.14%的股份，成為公司最大股東。
2024年2月29日，根據OSEN獨家報道，朴志訓與其專屬合約到期不續約。

## 旗下艺人

### 组合
| 出道日期              | 組合名稱  | 成員                                                 | 隊長   | 狀態   | 粉絲名稱 | 應援色 |
| 2019年9月18日（韓國） | TEEN TEEN | 李優珍、李津宇                                       | 李優珍 | 活動中 | 未公布   | 未公布 |
| 2020年9月23日（韓國） | GHOST9    | SHIN、孫準亨、李康成、崔俊聖、Prince、李優珍、李津宇 | 孫準亨 | 活動中 | Ghostie  | 未公佈 |

### 練習生
- 姜怡朗（《Fantasy Boys》）

## 过去旗下艺人
- 1PS（2014-2015）
- myB（2015-2016）[9]
- 河锡辰（2015—2018）
- 金鍾國（2015—2018）
- Supernova（2007－2018）
- 金正優（2016－2018）
- KHAN（2018－2020）
  - 全珉柱
  - 金宥娜
- BONUSbaby（2017-2020）
- 黃棟俊（2020-2021）（前GHOST9成員）
- 李兌昇（2020-2021）（前TEEN TEEN及GHOST9成員）
- 崔玟熙（2015-2022）（前myB及BONUSbaby成員）
- 朴志訓（2017-2024）（前Wanna One成員）

### 過去旗下練習生
- 權協（《PRODUCE 101 (第二季)》、WAKER）[10]
- 韩宗延（《PRODUCE 101 (第二季)》、《MIX NINE》、LUCENTE）
- 宋旼琦（ATEEZ）
- 尹智聖（前Wanna One成員）
- 趙榮昊（《MIX NINE》）

## 外部連結
- Maroo娛樂官網 （页面存档备份，存于）
- Maroo的Instagram帳戶
- Maroo的X（前Twitter）